# Ramaytush
Ramaytush (San Francisco Costanoan), jedno od glavnih plemenskih skupina ili ogranaka Costanoan Indijanaca čiji se teritorij nalazio na poluotoku između zaljeva San Francisco i pacifičke obale u Kaliforniji, okruzi San Mateo i San Francisco. Na suprotnoj obali kopna susjedi su im bili Chocheño, a na jugu Tamyen i Awaswas.
Ime im dolazi od istočnih susjeda Chochenyo, Rammay-tuš, u značenju "people from the west," "narod sa zapada".
Ramaytush populacija 1770. procjenjena je na 1,400. Pod ovim imenom obuhvaćeno je nekoliko manjih tribeleta i sela, među kojima su Yelamu, Ssalson, Oljon, Puichon, Urebure, selo Pruristac (stanovnike 1791. pokosile bolesti), Lamchin, Cotegen, Chiguan, Olpen, Romonan, Tulomo, Timigtac i Quiroste.